# Brazília nemzeti parkjai
Brazília nemzeti parkjainak listája
| kép                               | név                                       | állam                            | alapítás | terület km² | megjegyzés |
| --------------------------------- | ----------------------------------------- | -------------------------------- | -------- | ----------- | --- |
|                                   | Abrolhos                                  | Bahia                            | 1983     | 688,80      | az Abrolhos-szigetvilág nagy részét Bahia államban öleli fel. |
|                                   | Alto Cariri                               | Bahia                            | 2010     | 182,18      | |
| Barlangnyílás a parkban, Amazónia | Amazónia (Amazônia)                       | Amazonas Pará                    | 1974     | 9 940,00    | A Tapajós folyó partján található, körülbelül félúton Manaus és Belém között. A kezdetektől fogva bővült, és most kiterjed. Ez egy nagy biodiverzitású élőhely, számtalan állat- és növényfajt magába foglal. |
|                                   | Anavilhanas                               | Amazonas                         | 2008     | 3 500,18    | egy hatalmas folyami szigetcsoportot foglal magában a Rio Negro-ban, Amazonas államában. A világörökség része. |
|                                   | Aparados da Serra                         | Rio Grande do Sul Santa Catarina | 1959     | 102,50      | 1959-ben alakult; Brazília első nemzeti parkjainak egyike, az Itaimbezinho-kanyon védelme érdekében. |
|                                   | Araguaia                                  | Tocantins                        | 1959     | 5 623,12    | |
|                                   | Araucárias                                | Santa Catarina                   | 2005     | 128,41      | |
|                                   | Brasília                                  | Brazíliaváros Szövetségi terület | 1961     | 300,00      | |
|                                   | Cabo Orange                               | Amapá                            | 1980     | 6 190,00    | |
|                                   | Boa Nova                                  | Bahia                            | 2010     | 142,14      | |
|                                   | Campos Amazônicos                         | Amazonas Rondônia Mato Grosso    | 2006     | 8 760,00    | |
|                                   | Campos Gerais                             | Paraná                           | 2006     | 215,00      | |
|                                   | Caparaó                                   | Minas Gerais Espírito Santo      | 1961     | 318,00      | Minas Gerais és az Espírito Santo brazil államok határán található Caparaó-hegység védelmét szolgálja. A Pico da Bandeira, Brazília egyik legmagasabb hegye itt található. |
|                                   | Catimbau                                  | Pernambuco                       | 2002     | 623,00      | |
|                                   | Cavernas do Peruaçu                       | Minas Gerais Nemzeti Park        | 1999     | 568,00      | |
|                                   | Chapada das Mesas                         | Maranhão                         | 2005     | 1 600,46    | |
|                                   | Chapada Diamantina                        | Bahia                            | 1985     | 1 520,00    | A park a Chapada Diamantina régióban helyezkedik el, amely 41 751 km², sziklák által határolt fennsík Bahia állam központjában. A fennsík tszf. magassága általában 500-1000 méter, 1600 és 1800 méter közötti csúcsokkal. |
|                                   | Chapada dos Guimarães                     | Mato Grosso                      | 1989     | 330,00      | |
|                                   | Chapada dos Veadeiros                     | Goiás                            | 1961     | 600,00      | Goias állam északkeleti részében található, kb. 200 km távolságra Brasíliától. Az utolsó érintetlen trópusi szavannák egyike. |
|                                   | Descobrimento                             | Bahia                            | 1999     | 211,29      | |
|                                   | Emas Nemzeti Park                         | Goiás                            | 1961     | 1 318,68    | Goiás állam területén, Mato Grosso do Sul és Mato Grosso államokkal határosan. Nevét Dél-Amerika legnagyobb futómadaráról, a nanduról (ema) kapta. |
|                                   | Fernando de Noronha                       | Pernambuco                       | 1988     | 112,70      | az Atlanti-óceánban, Fernando de Noronha szigetvilágában, Pernambuco államban fekszik. |
|                                   | Furna Feia                                | Rio Grande do Norte              | 2012     | 85,17       | |
|                                   | Grande Sertão Veredas                     | Minas Gerais Bahia               | 1989     | 833,63      | |
|                                   | Iguaçu                                    | Paraná                           | 1939     | 1 852,62    | Fő látványossága az Iguaçu-vízesés, de emellett rendkívül gazdag növény- és állatvilága is. Növényzete a szubtrópusi nedves éghajlatra jellemző |
|                                   | Ilha Grande                               | Paraná Mato Grosso do Sul        | 1997     | 788,75      | Paraná és a Mato Grosso do Sul közötti határon található. Magába foglalja az Itaipu-tározót és különféle szigeteket. |
|                                   | Ilhas dos Currais                         | Paraná                           | 2013     | 13,60       | |
|                                   | Itatiaia                                  | Rio de Janeiro Minas Gerais      | 1937     | 300,00      | |
|                                   | Jamanxim                                  | Pará                             | 2006     | 8 597,22    | |
|                                   | Jaú                                       | Amazonas                         | 1980     | 22 720,00   | Dél-Amerikában az egyik legnagyobb erdei rezervátum és a világörökség részét képezi. A park területe a Negro-Solimões folyó közbülső fennsíkját képezi. 77%-a sűrű esőerdő, 14%-a nyílt esőerdő. |
|                                   | Jericoacoara                              | Ceará                            | 2002     | 88,50       | |
|                                   | Juruena                                   | Mato Grosso Amazonas             | 2006     | 19 602,92   | |
|                                   | Lagoa do Peixe                            | Rio Grande do Sul                | 1986     | 344,00      | A park azért jött létre, hogy megóvja a Lagoa dos Patos, a Jacuí folyó torkolatán vagy a Guaíba-tó mentén a vándorló madarak téli zónáját. |
|                                   | Lençóis Maranhenses                       | Maranhão                         | 1981     | 1 550,00    | |
|                                   | Mapinguari                                | Amazonas                         | 2008     | 15 624,22   | |
|                                   | Roraima-hegy Nemzeti Park (Monte Roraima) | Roraima                          | 1989     | 1 160,00    | A Roraima a Pacaraima-hegység tepuiláncának legmagasabb hegye. A 31 km² területű táblahegy, melyet minden oldalról 400 méteres sziklafalak határolnak, Venezuela, Brazília és Guyana hármashatárán található. |
|                                   | Montanhas do Tumucumaque                  | Amapá Pará                       | 2002     | 38 670,00   | Brazília északnyugati részén, Amapá és Pará amazóniai esőerdejét foglalja magába. Északról Guyana és Suriname határolja. A világ legnagyobb trópusi esőerdei nemzeti parkja, nagyobb, mint Belgium. |
|                                   | Monte Pascoal                             | Bahia                            | 1961     | 225,00      | A park Bahia állam déli részén fekszik, az Atlanti-óceán mellett. Nevét egy hegyről kapta. |
|                                   | Nascentes do Lago Jari                    | Amazonas                         | 2008     | 8 121,41    | |
|                                   | Nascentes do Rio Parnaíba                 | Piauí Maranhão Bahia Tocantins   | 2002     | 7 298,00    | |
|                                   | Pacaás Novos                              | Rondônia                         | 1979     | 7 658,01    | |
|                                   | Pantanal Matogrossense                    | Mato Grosso Mato Grosso do Sul   | 1971     | 1 350,00    | A védett fajai közé tartozik a jaguár (Panthera onca), ocelot (Leopardus pardalis), mocsári szarvas (Blastocerus dichotomus), sörényes hangyász (Myrmecophaga tridactyla), óriás armadillo (Priodontes maximus), óriásvidra (Pteronura brasiliensis) stb. |
|                                   | Pau Brasil                                | Bahia                            | 2000     | 115,38      | A célja az, hogy megóvja a növény- és állatvilágot, a forrásokat és folyókat, és lehetővé tegye a tudományos kutatást, a környezeti nevelést, a kikapcsolódást és az ökoturizmust. |
|                                   | Pico da Neblina                           | Amazonas                         | 1979     | 22 000,00   | A park az Amazonas államban, Brazília északi részén, Venezuela határán található. Átfed több indián őslakos területet, ami feszültséget teremt a földhasználat felett, valamint a határmenti katonai jelenlét miatt. A park magába foglalja a Rio Negro környékét, részben elárasztott síkságokat, és Brazília legmagasabb csúcsát, amelyről a parkot elnevezték. |
|                                   | Pedra Azul                                | Espírito Santo                   | 1996     | 100,00      | |
|                                   | Restinga de Jurubatiba                    | Rio de Janeiro                   | 1996     | 148,60      | |
|                                   | Rio Novo                                  | Pará                             | 2006     | 5 377,57    | |
|                                   | Saint-Hilaire/Lange                       | Paraná                           | 2001     | 245,00      | |
|                                   | São Joaquim                               | Santa Catarina                   | 1961     | 493,00      | 1961-ben alapítotték a veszélyeztetett brazíliai araukária védelmére. Az alpinisták kedvelik. |
|                                   | Sempre-Vivas                              | Minas Gerais                     | 2002     | 1 245,55    | |
|                                   | Serra da Bocaina                          | Rio de Janeiro São Paulo         | 1974     | 1 318,68    | |
|                                   | Serra da Bodoquena                        | Mato Grosso do Sul               | 2000     | 764,00      | A park a Pantanal bioszféra rezervátumban található, amely magába foglalja a Pantanalt is. Célja a nagy ökológiai jelentőségű természeti ökoszisztémák és a tájkép szépségének megőrzése. Lehetővé teszi a tudományos kutatást, a környezeti nevelést, a szabadtéri kikapcsolódást és az ökoturizmust Védett fajai közé tartozik a jaguár és a puma.              |
|                                   | Serra da Canastra                         | Minas Gerais                     | 1972     | 2 000,00    | |
|                                   | Serra da Capivara                         | Piauí                            | 1979     | 979,33      | Piauí állam délkeleti részén. Sziklaereszei rejtik az ország legjelentősebb őskori emlékeit, a világhírű sziklarajzokat. A park feladata, hogy védje az ott talált őskori leleteket és a festményeket. |
|                                   | Serra da Cutia                            | Rondônia                         | 2001     | 2 836,11    | |
|                                   | Serra da Mocidade                         | Roraima                          | 1998     | 805,60      | |
|                                   | Serra das Confusões                       | Piauí                            | 1998     | 8 234,00    | A park terepe viszonylag lapos, homokkő-fennsíkokat és a Parnaíba depresszió mélyedéseit tartalmazza. A magasság 350-660 méter, átlagos magassága 600 méter. Az alsó rész még masszívabb, sziklás, kicsi barlangokat és vízforrásokat foglal magába. |
|                                   | Serra das Lontras                         | Bahia                            | 2010     | 113,36      | |
|                                   | Serra de Itabaiana                        | Sergipe                          | 2005     | 79,66       | |
|                                   | Serra do Cipó                             | Minas Gerais                     | 1984     | 310,10      | |
|                                   | Serra do Divisor                          | Acre                             | 1989     | 8 430,00    | |
|                                   | Serra do Itajaí                           | Santa Catarina                   | 2004     | 573,74      | |
|                                   | Serra do Pardo                            | Pará                             | 2005     | 4 453,94    | |
|                                   | Serra dos Órgãos                          | Rio de Janeiro                   | 1939     | 110,00      | A Serra dos Órgãos hegységet védi és a vízforrásokat. |
|                                   | Serra Geral                               | Rio Grande do Sul Santa Catarina | 1992     | 173,00      | |
|                                   | Sete Cidades                              | Piauí                            | 1961     | 62,21       | |
|                                   | Superagüi                                 | Paraná                           | 1989     | 210,00      | Az óceán mellett fekszik Paraná államban. Magába foglalja a Superagüi-szigetet, a Peças-szigetet, a Pinheiro és a Pinheirinho-szigeteket, valamint a Rio dos Patos-völgyet és a Varadouro-csatornát, amely elválasztja a szigetet a szárazföldtől. |
|                                   | Tijuca                                    | Rio de Janeiro                   | 1961     | 39,51       | |
|                                   | Ubajara                                   | Ceará                            | 1959     | 62,88       | Ez az egyik legkisebb a 35 brazil nemzeti park közül és az Ubajara-barlangról ismert. |
|                                   | Viruá                                     | Roraima                          | 1998     | 2 159,17    | |

## Fordítás
- Ez a szócikk részben vagy egészben  a   Parcs nationaux du Brésil című francia Wikipédia-szócikk fordításán alapul.  Az eredeti cikk szerkesztőit annak laptörténete sorolja fel. Ez a jelzés csupán a megfogalmazás eredetét és a szerzői jogokat jelzi, nem szolgál a cikkben szereplő információk forrásmegjelöléseként.